# The WB
The WB Television Network – amerykańska sieć telewizyjna nadająca między 1995 a 2006 rokiem. Działała w kooperacji Warner Bros. i Tribune Broadcasting. Na początku 2006 roku Warner Bros. i CBS Corporation ogłosiły zamknięcie swoich sieci The WB oraz UPN i powołały wspólny kanał The CW, który wystartował 18 września 2006 roku.

## Od początku do przełomu wieków
Telewizja The WB rozpoczęła nadawanie 11 stycznia 1995. Jej oficjalną maskotką, która pojawiła się w pierwszym programie była będąca bohaterem seriali animowanych Żaba Michigan. Była nią przez kolejne 10 lat. Początkowo program The WB nadawany był raz w tygodniu, wieczorem przez wiele niezależnych stacji. Z czasem pasmo wspólne było poszerzane. Ramówka wówczas opierała się na rozrywce i sitcomach. Między 1995 a 1999 rokiem dystrybucję kablową w kraju zapewniała telewizja WGN z Chicago. Było to szczególnie przydatne, gdy The WB szukała nowych oddziałów.
W pierwszym sezonie (1995/1996) program emitowany był w niedzielne wieczory, jednak żaden nie uzyskał wysokiej widowni. Mimo to sieć rozwijano dalej i w następnym sezonie emisję rozszerzono również do poniedziałków. Pierwszym sukcesem był serial Buffy: Postrach wampirów. Telewizja wówczas swój program skierowała głównie do młodzieży. W sezonie 1999/2000 dodano emisje piątkowe.

## Zamknięcie sieci
17 stycznia 2006 CBS i Warner Bros. ogłosiły, że zamykają konkurencyjne sieci UPN i The WB, a w ich miejsce powstanie wspólna – The CW. W ciągu kolejnych dziewięciu miesięcy ważyły się losy, które programy obu sieci przejdą do nowego kanału oraz które ośrodki wejdą w skład The CW. Ostatecznie ustalono, że we wspólnej ramówce pojawią się: Siódme niebo, Beauty and the Geek, Kochane kłopoty, Pogoda na miłość, Reba, Tajemnice Smallville i Nie z tego świata. Nie wszystkie stacji The WB przeszły do nowej sieci. Część z nich została wykupiona przez FOX i stworzyła MyNetworkTV, a niektóre program zaczęły emitować pod własnym logiem.